# Kramarka (Biskupiec)
Kramarka (deutsch Kramarka, 1938 bis 1945 Krammen) ist ein Ort in der polnischen Woiwodschaft Ermland-Masuren. Er gehört zur Gmina Biskupiec (Stadt-und-Land-Gemeinde Bischofsburg) im Powiat Olsztyński (Kreis Allenstein).

## Geographische Lage
Kramarka liegt in der westlichen Mitte der Woiwodschaft Ermland-Masuren, 26 Kilometer südwestlich der früheren Kreisstadt Rößel (polnisch Reszel) bzw. 33 Kilometer östlich der heutigen Kreismetropole und auch Woiwodschaftshauptstadt Olsztyn (deutsch Allenstein).

## Geschichte
Der mit einem großen Hof gebildete kleine Ort Kramarka wurde 1820 als geistliches Vorwerk mit zwei Feuerstellen bei zwölf Einwohnern erwähnt. Die Zahl der Einwohner belief sich 1885 auf 30 und 1905 auf 38. Bis 1945 war das Dorf, das am 3. Juni 1938 – offiziell bestätigt am 16. Juli 1938 – aus politisch-ideologischen Gründen der Abwehr fremdländisch klingender Ortsnamen in „Krammen“ umbenannt wurde, in die Stadtgemeinde Bischofsburg (polnisch Biskupiec) im ostpreußischen Kreis Rößel eingegliedert.
Im Zusammenhang der Abtretung des gesamten südlichen Ostpreußen an Polen in Kriegsfolge im Jahre 1945, erhielt Krammen wieder seinen ehemaligen Namen „Kramarka“ zurück. Heute ist der Ort ein Teil des Stadt-und-Land-Gemeinde Biskupiec (Bischofsburg) im Powiat Olsztyński (Kreis Allenstein), von 1975 bis 1998 der Woiwodschaft Olsztyn, seither der Woiwodschaft Ermland-Masuren zugehörig.

## Kirche
Bis 1945 war Kramarka resp. Krammen in die evangelische Kirche Bischofsburg (polnisch Biskupiec) in der Kirchenprovinz Ostpreußen der Kirche der Altpreußischen Union, außerdem in die römisch-katholische Kirche der Stadt im damaligen Bistum Ermland eingepfarrt.
Heute gehört Kramarka weiterhin zur Stadt Biskupiec, die katholischerseits jetzt dem Erzbistum Ermland und evangelischerseits als Kapellengemeinde von Sorkwity (Sorquitten) der Diözese Masuren der Evangelisch-Augsburgischen Kirche in Polen zugeordnet ist.

## Verkehr
Kramarka liegt südlich der Stadt Biskupiec und ist in zwei Kilometern über eine Nebenstraße von dort aus zu erreichen. Eine Bahnanbindung besteht nicht.